# Ceanothus arboreus
Ceanothus arboreus là một loài thực vật có hoa trong họ Táo. Loài này được Greene mô tả khoa học đầu tiên năm 1886.

## Hình ảnh

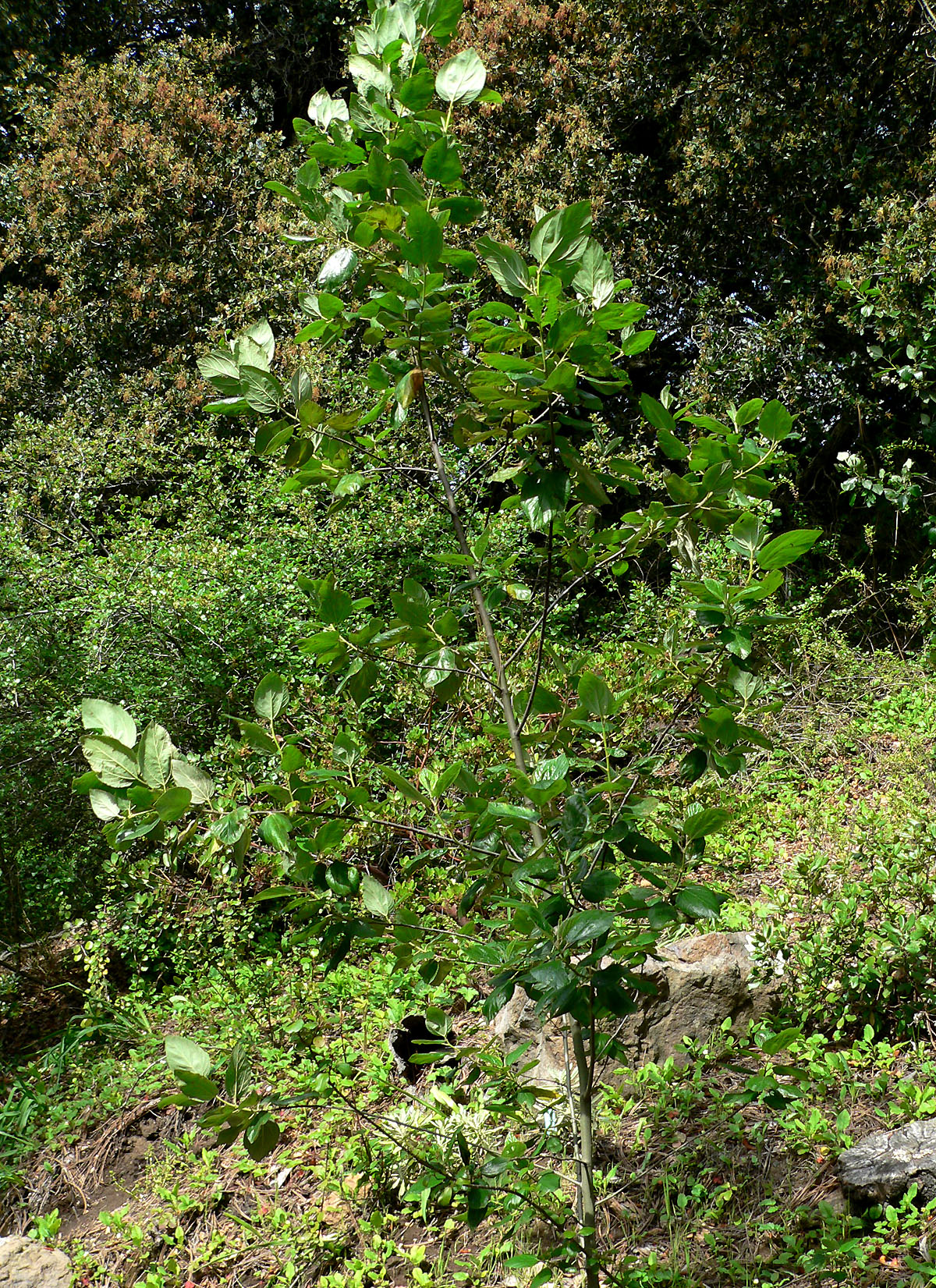
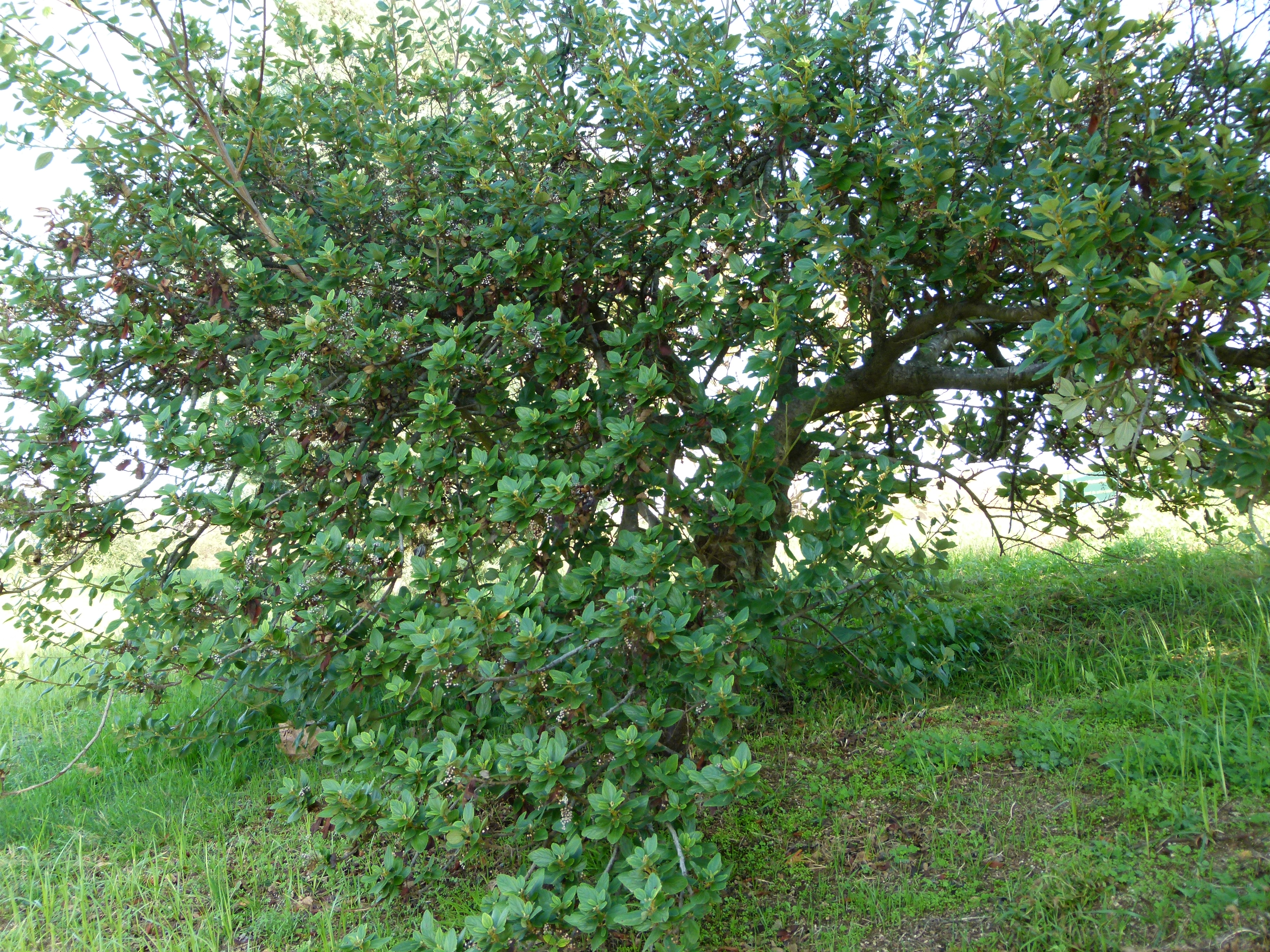
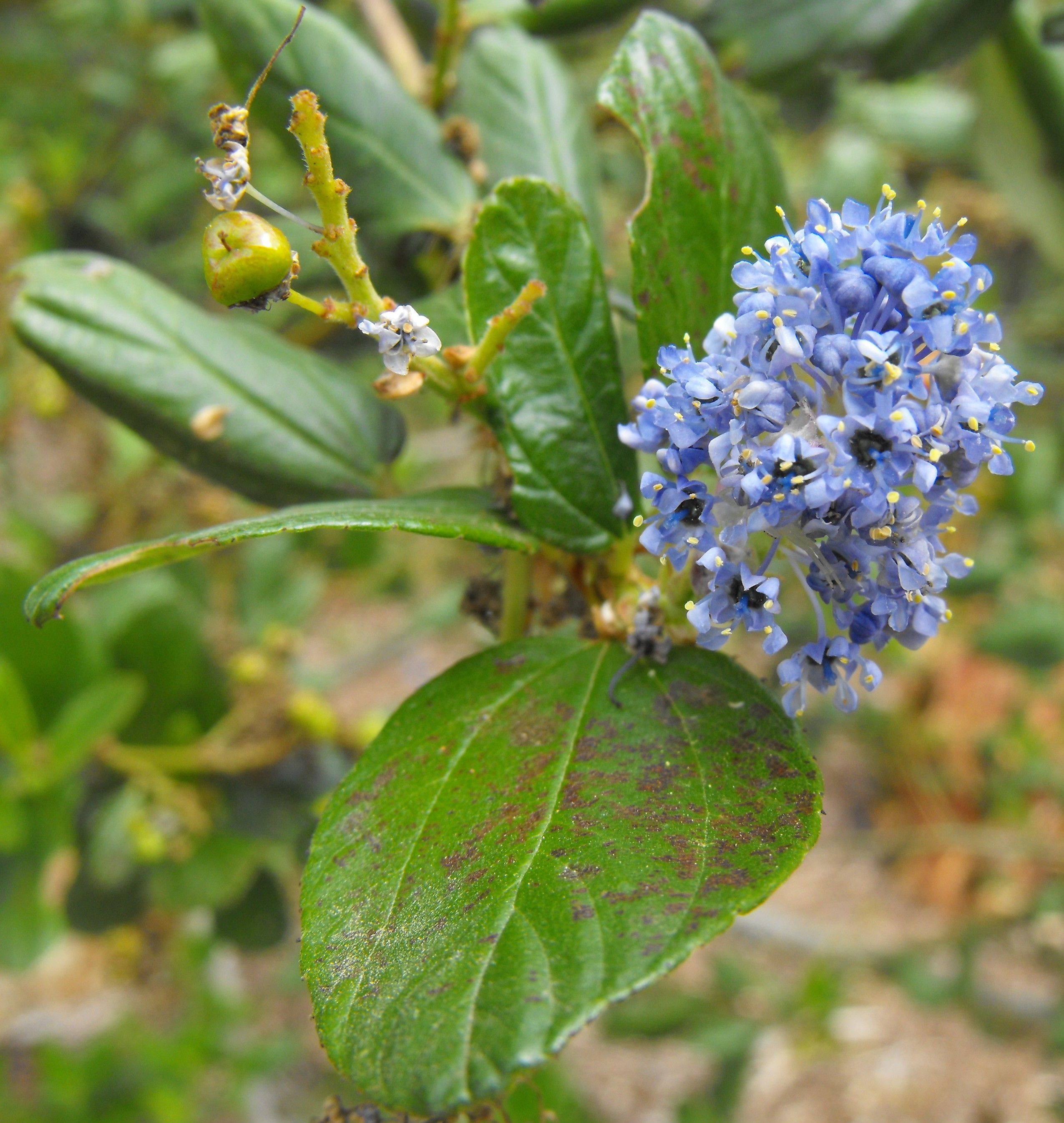